# 검정
검정 또는 검은색 또한 흑색(黑色)은 색의 하나로 빛이 없는 상태 또는 먹과 같은 색이다. 가시광선의 범위를 벗어나는 빛 도 검게 느낀다. 흰색과 더불어 가장 클래식한 색상이다. 

## 문화

### 상징
- 긍정적 의미 : 권력, 우아함, 신비
- 부정적 의미 : 암흑, 죽음, 악마

### 예술가
- 피카소 등 천재성을 띈 역사적인 예술가들의 색상이기도 하다. 실제로 흰색과 검정색을 섞어서 입는 경우가 많았다.

### 천간
- 임 (壬)과 계 (癸)는 검정을 상징한다. 임 (壬)은 양 (陽)의 천간이므로 육십갑자를 만들 때 검정을 상징하는 천간에 항상 양 (陽)의 지지와 결합하고 계 (癸)는 음 (陰)의 천간이므로 육십갑자를 만들 때 검정을 상징하는 천간에 항상 음 (陰)의 지지와 결합한다.
- 임이 들어간 지지: 임신, 임오, 임진, 임인, 임자, 임술
- 계가 들어간 지지: 계유, 계미, 계사, 계묘, 계축, 계해

### 삼원색
- 검은색이 빛의 삼원색에서는 기본 색이지만 물감의 삼원색에서는 모든 색을 다 합치면 나오는 색이다.

### 흰색과의 대비
- 낱말의 이미지

검은색과 흰색의 대비가 뜻하는 바는 문화마다 다르다. 서양문화권에서 검정은 종종 흰색과 대비 되어 나쁜 의미로 사용되었다. (블랙 리스트 (Black List)나 검은 목요일 (Black Thursday)이 그 예이다.) 그러나 아프리카의 여러 문화권에서 검정과 흰색은 서양에서의 의미와는 정 반대의 의미를 지녀 검정은 긍정적인 의미로 사용된다.

### 정치 사상
- 중국공산당의 색상이 검은색이다. 권위의 색상으로 검은색을 쓰기도 한다. 공산당 국가원수들이 주로 애용하는 색상이다.
- 아나키즘의 깃발은 검은색이다.
- 이탈리아 파시즘의 상징색은 검정이었다
- 미국의 흑인인권운동에서 검정은 흑인의 상징이었다.
- 검정은 세계흑인지위향상협회에서 선정한 범아프리카색의 하나이다.
- 흑백 찬반론에서 검은색은 반대 의견을 뜻한다.

### 예술
- 범죄와 폭력을 주된 요소로 하는 영화를 필름 누아르라고 한다. 누아르(프랑스어: Noir)는 프랑스어로 검다는 뜻이다.
- 1990년대 필름 누아르의 영향을 받은 흑색 소설이 등장했다.

### 입영자 선발
타이에서는 징병제를 시행하고 있으나 징병검사에 합격한 병사들만 쩡펑에 모아 추첨을 하는데 검은색 제비를 뽑으면 군 복무의 의무를 지지 않는다. 검은색 제비를 뽑을 확률은 90%에 달한다.

### 의복
- 현대에 와서 상가(喪家)를 방문할 때 입는 상복은 검정 양복과 검정 넥타이이다.(한국에서는 과거에 흰 상복만 입었으나 현대에는 검은 상복도 같이 입는다.)
- 한국에 처음 도입된 중등학교 교복은 검은색이었다. (지금도 일본의 가쿠란은 검은색이다.)
- 여성들이 가장 많이 신는 스타킹의 색상이 검은색이다.
- 현재까지 남자들이 한복에 많이 입는 두루마기의 색상이 검은색이다.
- 대한민국 해군에서 일반 수병들이 군복으로 입는 세일러복 색상은 검은색이다.

### 장례
- 상을 당했을 경우 가슴에 다는 근조 리본의 바탕색이 검은색이다.
- 장지로 이동할 때 영구차 앞에 가는 선두 차량에 검은색 띠가 있는 리본을 장착한다.

### 기업
- 대한민국의 기업 현대자동차그룹 내에서 기아자동차가 이 색이 사용된다.
- 독일의 의류 기업 푸마가 이 색이 사용된다.

### 스포츠

##### 올림픽
- 올림픽기에서 아프리카를 상징한다.

##### 야구
- 일본 프로 야구 요미우리 자이언츠, 지바 롯데 마린스의 원정 유니폼 상의 색상이다.
- KBO 리그 KT 위즈, LG 트윈스, KIA 타이거즈의 원정 유니폼 상의 색상이다. 과거 해태 타이거즈의 원정 유니폼 하의 색상이기도 했으며 롯데 자이언츠(2003년부터 2017년까지) 원정 유니폼 상의 색상이었다.

##### 축구
- 주로 골키퍼의 유니폼으로 쓰인다. 그 이유는 다른 필드 플레이어와 확연하게 구분하기 위해서이다.
- 대한민국 K리그 챌린지 성남 FC의 홈 유니폼 색상이다. 기존에는 노란색을 사용하였으나 시민구단의 전환으로 검은색을 사용하게 되었다.
- 독일 분데스리가 바이어 04 레버쿠젠의 유니폼 색상 중 하나이다.
- 스페인 라 리가 레알 마드리드 CF, 프리미어리그 리버풀 FC의 원정 유니폼 색상이다.
- 멕시코의 홈 유니폼 색깔이다.

##### 럭비 유니온
- 뉴질랜드 럭비 유니온 국가대표팀은 유니폼 전체가 검은색이어서 올블랙스(영어: All Blacks)라는 애칭으로 불린다.

##### 펜싱
- 매우 심각한 규정 위반을 한 선수에게는 블랙 카드가 주어지며, 그 선수는 피스트를 즉시 퇴장하여야 한다.

### 기타
- 바둑은 검은색과 흰색 돌을 서로 번갈아 놓아 서로의 집 수를 겨루는 게임이다. 검은색 돌은 하수의 말이다.
- 체스는 일반적으로 검정과 흰색으로 된 말을 이용한다. 검은 말은 연하자의 말이다.
- 오델로의 돌은 한 면은 검정, 다른 면은 흰색으로 되어 있다.
- 방송사에서 정파에 돌입할 때 테스트 패턴을 대신하여 쓰는 화면으로도 이용된다. (예: MBC플러스미디어 등)

## 색 공간과 검정
- RGB 가산혼합에서 검정은 모든 채널의 값이 0인 상태의 색상이다.
- CMYK 감산혼합에서 검정은 Cyan, Magenta, Yellow와 함께 감산혼합의 원색이다.
- HSV 색공간에서 검정은 명도가 0인 상태의 색상이다.

## 염료
검은색을 낼 수 있는 천연 염료에는 먹, 숯 등이 있다.
페인트, 인쇄용 잉크, 복사기용 토너 등에서는 탄소 화합물의 일종인 카본을 이용하는 것이 일반적이나 보색관계의 두 색상을 혼합하여 만들 수도 있다.

## 국기

대한민국
브루나이
동티모르
이라크
시리아
팔레스타인
요르단
쿠웨이트
아랍에미리트
예멘
아프가니스탄
차고스 제도
벨기에
산마리노
몰타
에스토니아
독일
알바니아
지브롤터
엘살바도르
벨리즈
자메이카
바하마
세인트키츠 네비스
앤티가 바부다
도미니카 연방
세인트루시아
바베이도스
트리니다드 토바고
파라과이
가이아나
몬트세랫
영국령 버진아일랜드
터크스 케이커스 제도
생피에르 미클롱
신트마르턴
사우스조지아 사우스샌드위치 제도
포클랜드 제도
이집트
리비아
수단
남수단
기니비사우
가나
적도 기니
상투메 프린시페
탄자니아
케냐
우간다
남아프리카 공화국
레소토
에스와티니
보츠와나
짐바브웨
앙골라
잠비아
말라위
모잠비크
서사하라
세인트헬레나
트리스탄다쿠냐 제도
소말릴란드
파푸아뉴기니
바누아투
누벨칼레도니
핏케언 제도

## 같이 보기
- 검정 수준